# Крайский, Алексей Петрович
Алексей Петрович Крайский (настоящая фамилия Кузьмин; 5 [17] февраля 1891 — 11 декабря 1941) — русский советский поэт, прозаик и драматург, литературный критик.

## Биография
Алексей Петрович Крайский родился 5 (17) февраля 1891 года в Новгороде в семье отставного солдата. В 14 лет начал работать чернорабочим на железной дороге. В 1911 году переехал в Петербург, где работал приказчиком и конторщиком в торговом заведении. Солдатом участвовал в Первой мировой войне. Весной 1917 года вернулся в Петроград.
После Великой Октябрьской революции поэт активно участвовал в деятельности Пролеткульта, возглавлял правление Петербургской ассоциации пролетарских писателей. Был дружен с Александром Прокофьевым, известен как адресат стихотворения «Товарищ», ставшего песней.
Алексей Петрович Крайский умер в блокадном Ленинграде 11 декабря 1941 года.

## Творчество
Первые стихи Крайского были напечатаны в 1916 году в «Маленькой газете». Его фронтовые произведения печатались в «Рабочей газете», «Правде» и других столичных изданиях. В 1919 году увидел свет его первый стихотворный сборник под названием «Улыбки солнца». Через три года вышел сборник «У города разбойника».
В те годы Валерий Яковлевич Брюсов так писал о Крайском:

Он — один из тех, кто занят работой и над новой формой. В замыслах у него есть широкий размах, почти космический угол зрения— Вчера, сегодня и завтра русской поэзии // Печать и революция. — 1922. — № 7.
В начале 1920-х годов А. П. Крайский входил в литературные группы «Космист» и «Стройка». В 1926 году примкнул к движению творческого меньшинства Российской ассоциации пролетарских писателей. В 1928 году вышла его работа «Что надо знать начинающему писателю», в 1930 — «На панельных квадратах».